# John King (Politiker)
John King (* 1775 in Canaan, Provinz New York; † 1. September 1836 in New Lebanon, New York) war ein US-amerikanischer Politiker. Zwischen 1831 und 1833 vertrat er den Bundesstaat New York im US-Repräsentantenhaus.

## Werdegang
John King wurde zu Anfang des Unabhängigkeitskrieges in Canaan geboren und wuchs dort auf. In dieser Zeit besuchte er Gemeinschaftsschulen. Zwischen 1806 und 1808 war er Town Supervisor von Canaan. Er war dann zwischen 1811 und 1813 sowie zwischen 1815 und 1819 Sheriff im Columbia County. Danach war er zwischen 1819 und 1813, 1826 und 1829 Town Supervisor in New Lebanon. Er saß im Jahr 1824 in der New York State Assembly.
Politisch gehörte er der Jacksonian-Fraktion an. Bei den Kongresswahlen des Jahres 1830 für den 22. Kongress wurde King im achten Wahlbezirk von New York in das US-Repräsentantenhaus in Washington, D.C. gewählt, wo er am 4. März 1831 die Nachfolge von James Strong antrat. Er schied nach dem 3. März 1833 aus dem Kongress aus.
King starb am 1. September 1836 in New Lebanon und wurde auf dem Cemetery of Evergreens beigesetzt.